# Букрек
Видавничий дім «Букрек» — чернівецьке видавництво, засноване 1992 року.

## Заснування
Назва «Букрек» походить від назви газети «Буковинська реклама», яку заснувало підприємство. 

Спочатку воно позиціонувало себе як рекламне агентство, згодом додалася видавнича та поліграфічна діяльність. 

«Букрек» заснований на приватній формі власності у серпні 1992 року.

Він був одним з перших видавництв, що народилися в незалежній Україні.

## Спеціалізація
Видавничий дім «Букрек» спеціалізується:
- на випуску підручників для шкіл з національними мовами навчання
- літератури українських і зарубіжних класиків, сучасних авторів.

Щорічно видається близько 100 найменувань книг українською, румунською, німецькою, французькою, англійською, болгарською, ромською, гагаузькою та мовою іврит. 

Сприяє цьому власна поліграфічна база, єдина на Західній Україні автоматизована лінія з виготовлення книг.

## Керівництво
Дарина Туз-Максимець — директор, Заслужений журналіст України.

## Видавництво

### Видавництво навчальної літератури
У видавничому домі «Букрек» створені і діють мобільні редакції, які працюють над підготовкою до видання книг різними мовами. 

Так, скажімо, мобільна редакція в Ужгороді готує видання угорською, в Одесі - ромською та гагаузькою мовою. 

Мобільні редакції «Букреку» діють і за кордоном: в Румунії, Болгарії, Угорщині, Ізраїлі, Німеччині. 

Це пов'язано з тим, що редагування книг іншими мовами краще здійснюють там, де є носії сучасного, а не діаспорного варіанту мови.
Враховуючи мовну специфіку Буковини, Букрек найбільшу увагу приділяє румунській мові.

У 1997 році видавництво випустило перший в незалежній Україні румунський буквар «ABECEDAR» латинським шрифтом автора Серафими Криган.
Уже побачило світ сьоме видання румунського букваря, а також вийшов комплект підручників з румунської мови і читання цього ж автора для початкової школи.
«Букрек» видав також для шкіл України, де навчання ведеться румунською мовою, комплект підручників з української мови як державної на замовлення Міністерства освіти і науки України.
В комплект входять: "Українська мова. Усний курс", "Буквар", "Українська мова. 2 клас", "Українська мова. 3 клас", "Українська мова. 4 клас", «Українська мова. 6 клас». 
Аналогічний комплект з української мови видано і для навчальних закладів з угорською мовою навчання.
Ці підручники за доступність методики високо оцінені українцями Румунії, Угорщини, Словаччини і Чехії. Місцеві педагоги і учні хотіли б мати їх для вивчення рідної мови.
Протягом 2005-2007 років у «Букреці» виходили програми нової 12-річної школи для ЗНЗ з національними мовами навчання, методична література, посібники.
Видавати літературу високого наукового рівня допомагають наукові консультанти з Київського національного університету ім. Т.Г.Шевченка, Чернівецького ім. Федьковича, Одеського ім.І.І.Мечникова, з Академії педагогічних наук України та інших наукових установ України та зарубіжжя.

### Видавництво художньої та спеціальної літератури
Особливий резонанс серед літературної громадськості викликали двомовні видання поезій Пауля Целана «Антологія українського перекладу» (німецькою і українською), Михая Емінеску «Лучафер» та Кароліни Іліки «13 поезій про кохання» (румунською і українською).
Спільно з румунським видавництвом «Критеріон» видана книга Мирослави Шандро «Гуцульські вишивки» українською, румунською та англійською мовами.
Серед нових видань — чергова шоста книга історика Нестора Мизака «За тебе, свята Україно» та книга «Курінний УПА — України герой»…, «Довідник міжетнічної толерантності», «Шляхами білого птаха» — літературно-бібліографічне видання (автор Євдокія Антонюк-Гаврищук, художнє оформлення — Рудольф Лекалов, Олександра Колеснікова), видане до ювілею видатного кіномитця Івана Миколайчука.
У планах «Букреку»:
- видання повної спадщини славної доньки українського народу Ольги Кобилянської;
- до 90-річчя від дня народження відомого українського письменника Михайла Івасюка історичної трилогії «Вершник на білому коні», «Лицарі великої любові» та "Турнір королівських блазнів.

Вперше здійснено мультимедійний проєкт «Киріє Елейсон», автор — вікарій УГКЦ у Чернівцях отець Валерій Сиротюк. «Киріє Елейсон» («Господи помилуй!») — це книга, що співає…

### Інші видання
Видавничий дім «Букрек» є засновником західноукраїнського тижневика «Ва-Банк» і газети «Буковинська реклама».

## Виставкова діяльність
Видання Букреку побували на міжнародних виставках у Києві, Москві, Кишиневі, Бухаресті, на Франкфуртській міжнародній виставці, де отримали високу оцінку. 

На Форумі видавців 2011 року відбулась презентація 40-томника серії «Українські народні казки». Упорядник Зінчук: М. А. «Казки Наддніпрянщини», «Казки Поділля», «Казки Галичини» – ці та казки усіх регіонів України, зібрані Миколою Зінчуком, будуть номінуватися на нематеріальну спадщину, що охороняється ЮНЕСКО. 

Про завершення 40-томника і його подальшу долю розповіли директор видавництва «Букрек» Дарина Максимець та упорядник Микола Зінчук.

## Нагороди
Видавничий дім «Букрек» став лауреатом Гран-прі Америки за якість і сервіс у 1999 році. 
У Кишиневі на міжнародній виставці дитячої книги (iBbY) дизайнер Сергій Максимець удостоєний диплома «За найкраще оформлення книги» та премії Спілки художників Молдови за «Лучафер».
Премії імені Івана Франка удостоєна книга Володимира Михайловського «Між страхом і любов’ю»(видана до 150-річчя Каменяра). 

На VI Київській міжнародній книжковій виставці-ярмарку отримала найвищу нагороду Гран-прі і була визнана найкращою книгою України 2010 року книга «З української старовини», упорядником якої є  Петро Житар. Це перевидання альбому 1900 року про славне історичне минуле нашої Батьківщини, спроба повернути сучасникам перлину видавничої справи кінця XIX ст. Ця книга – справжня енциклопедія козацького життя, неперевершене дослідження історії і побуту Запорізької Січі.  Текст подається  мовою оригіналу та в перекладі сучасною українською мовою. Книга багато ілюстрована.  

На VII Київській міжнародній книжковій виставці-ярмарку, яка була присвячена 20-річчю Незалежності України і проходила в Українському Домі, під час урочистого відзначення переможців національного конкурсу «Найкраща книга України»,  директору видавничого дому «Букрек» Дарині Максимець довелося чотири рази виходити за нагородами.

Дипломи лауреатів 2011 року за третє місце  отримали  такі видавничі проєкти «Букреку»:

- у номінації «Світ дитинства»:  – «Абетка з історії України» Ярослава Паладія;

- у номінації «АРТ-книжка»: «Гуцульські вишивки» Мирослави Шандро;

- у номінації «Поезія» – «Крізь дим осеневих згорань» Тамари Севернюк .

А у номінації «Найкращий видавничий проєкт» ІІ місце отримало  українсько-польське видання видавництва «Букрек» «З української старовини» (упорядник Петро Житар). Ця книга також перемогла на VIII Міжнародному конкурсі «Мистецтво книги» у Москві».

Видавничий дім «Букрек» нагороджений медаллю Лесі Українки, грамотами та дипломами Міністерства освіти і науки України. 

Генеральний директор «Букреку» - Дарина Максимець - удостоєна звання «Відмінник освіти України».